# Hassan Roudbarian
Hassan Roudbarian (per. حسن رودباریان, ur. 23 maja 1978 w Kazwinie) – piłkarz irański grający na pozycji bramkarza.

## Kariera klubowa
Karierę piłkarską Roudbarian rozpoczynał w klubie PAS Teheran, w barwach którego zadebiutował w 1999 roku w pierwszej lidze irańskiej. W PAS występował przez 8 sezonów i między innymi wygrywał rywalizację z byłym reprezentantem kraju, Nimą Nakisa. W sezonie 2003/2004 wywalczył swoje jedyne do tej pory mistrzostwo Iranu, a w 2007 roku odszedł z zespołu, który został rozwiązany. Hassan przeszedł do innego klubu z Teheranu, Persepolis FC. Następnie grał w takich klubach jak: Paykan FC, Teraktor Sazi Tebriz, Rah Ahan Teheran, Damasz Gilan i Mes Kerman.

## Kariera reprezentacyjna
W reprezentacji Iranu Roudbarian zadebiutował 1 marca 2006 w wygranym 3:2 meczu z Kostaryką. W tym samym roku Branko Ivanković powołał go do kadry na Mistrzostwa Świata w Niemczech, gdzie był rezerwowym dla Ebrahima Mirzapoura. W 2007 roku wystąpił w Pucharze Azji 2007, na którym był pierwszym bramkarzem i dotarł z Iranem do ćwierćfinału.